# El Palma
El Palma, originalmente llamado Lakamtuun, es un sitio arqueológico de la cultura maya ubicado sobre el río Lacantún en el municipio de Marqués de Comillas del estado de Chiapas, en México. El Palma o Lakamtuun fue en la época prehispánica un reino maya del periodo clásico que gobernó una parte del territorio oeste de la Cuenca del Usumacinta a lo largo del rio Lacantún, el cual de acuerdo a las inscripciones jeroglíficas halladas en el sitio y sitios aledaños enfrentó constantes guerras contra otros estados mayas de la región, principalmente con Yaxchilán.

## Historia
El reino de Lakamtuun se desarrolló durante el periodo clásico de la cultura maya en la Cuenca del Usumacinta sobre la ribera del río Lacantún entre constantes conflictos políticos y bélicos por el dominio de la región por parte de potencias mayores como Yaxchilán y Piedras Negras. Algunos gobernantes de El Palma y su glifo emblema son mencionados en varias inscripciones jeroglíficas a lo largo de la región mostrando que el sitio mantuvo una relevancia política durante su desarrollo, principalmente en algunos monumentos de Yaxchilán se narran constantes campañas bélicas victoriosas en contra de Lakamtuun y captura de sus gobernantes. El Palma tuvo bajo su influencia sitios aledaños estratégicamente asentados sobre el río Lacantún como Primera Sección de Benemérito de las Américas, Yaxún y Boca Lacantún.
En el panel 12 de Piedras Negras se narra una victoria de la dinastía local frente a varias ciudades, entre las que se ilustra la captura de cuatro cautivos importantes, uno de ellos identificado como gobernante de Lakamtuun de nombre Ahiin Chan Ahk.
En Yaxchilán durante el gobierno de K’ihnich Tatb’u Craneo II se inicia una campaña expansionista conquistando sitios a lo largo del Usumacinta y ampliando su influencia a otras regiones mediante conflictos bélicos, en el año 537 d. C. se registra la importante captura de varios gobernantes de ciudades como Bonampak, Tikal, Dzibanché y El Palma o Lakamtuun.
En una de las esculturas del edificio 33 de Yaxchilán se registra que Pájaro Jaguar IV, ataviado como jugador de pelota, realizó el sacrificio de un gobernante de Lakamtuun identificado como lk' Chih mediante un tipo de sacrificio ritual en el que el cautivo encarnaba la figura de una gran pelota humana del juego de pelota ceremonial para ser arrojado y caer de manera mortal por las escaleras de alguna estructura.